# Standleya limae
Standleya limae là một loài thực vật có hoa trong họ Thiến thảo. Loài này được Brade miêu tả khoa học đầu tiên năm 1932.